# Пра-От-Блеон
Пра-От-Блео́н (фр. Prads-Haute-Bléone, окс. Prats de Blèuna Auta) — коммуна во Франции, находится в регионе Прованс — Альпы — Лазурный Берег. Департамент коммуны — Альпы Верхнего Прованса. Входит в состав кантона Ла-Жави. Округ коммуны — Форкалькье.
Код INSEE коммуны — 04155.

## Население
Население коммуны на 2008 год составляло 172 человека.
| 1962 | 1968 | 1975 | 1982 | 1990 | 1999 | 2008 |
| ---- | ---- | ---- | ---- | ---- | ---- | ---- |
| 105  | 111  | 119  | 151  | 180  | 145  | 172  |

## Экономика
В 2007 году среди 109 человек в трудоспособном возрасте (15—64 лет) 63 были экономически активными, 46 — неактивными (показатель активности — 57,8 %, в 1999 году было 57,1 %). Из 63 активных работали 54 человека (35 мужчин и 19 женщин), безработных было 9 (4 мужчин и 5 женщин). Среди 46 неактивных 8 человек были учащимися или студентами, 22 — пенсионерами, 16 были неактивными по другим причинам.

## Достопримечательности
- Приходская церковь Св. Анны (XIV век), была полностью перестроена в 1876—1878 годах и отремонтирована в 1888 году.
- Монастырь Сент-Мари-де-Вильвьей (XII век).
- Часовня Нотр-Дам-де-Терсье, восстановлена жителями в 1829 году.
- Церковь Св. Иоанна Крестителя (перестроена в 1810 году, восстановлена в 1865 году).
- Церковь Сен-Лоран (XIII век, ранее Сен-Совер, была восстановлена в 1842 году).